# Base Brown
La base antártica Brown o base Brown es una estación estival de investigación de la Antártida que pertenece a la República Argentina. Se llamó estación científica Almirante Brown hasta la década de 1990, cuando su nombre fue modificado al actual.
Está ubicada al pie de un morro de 70 m en la punta Proa de la península Sanavirón (Aldunate o Coughtrey), bahía Paraíso de la península Antártica, el cual es considerado como uno de los más bellos lugares en la Antártida. Prueba de su belleza y atractivo es la gran cantidad de afluencia de turismo al lugar, contabilizándose alrededor de un crucero turístico por día durante la época estival. El lugar corresponde a la costa Danco sobre el mar de Bellingshausen.
En Puerto Paraíso los barcos que llegan al lugar son apoyados en su navegación por varias balizas argentinas ubicadas en: punta Proa, punta Vidt, punta Conesa, punta Piedras, y el faro de la isla Crámer.

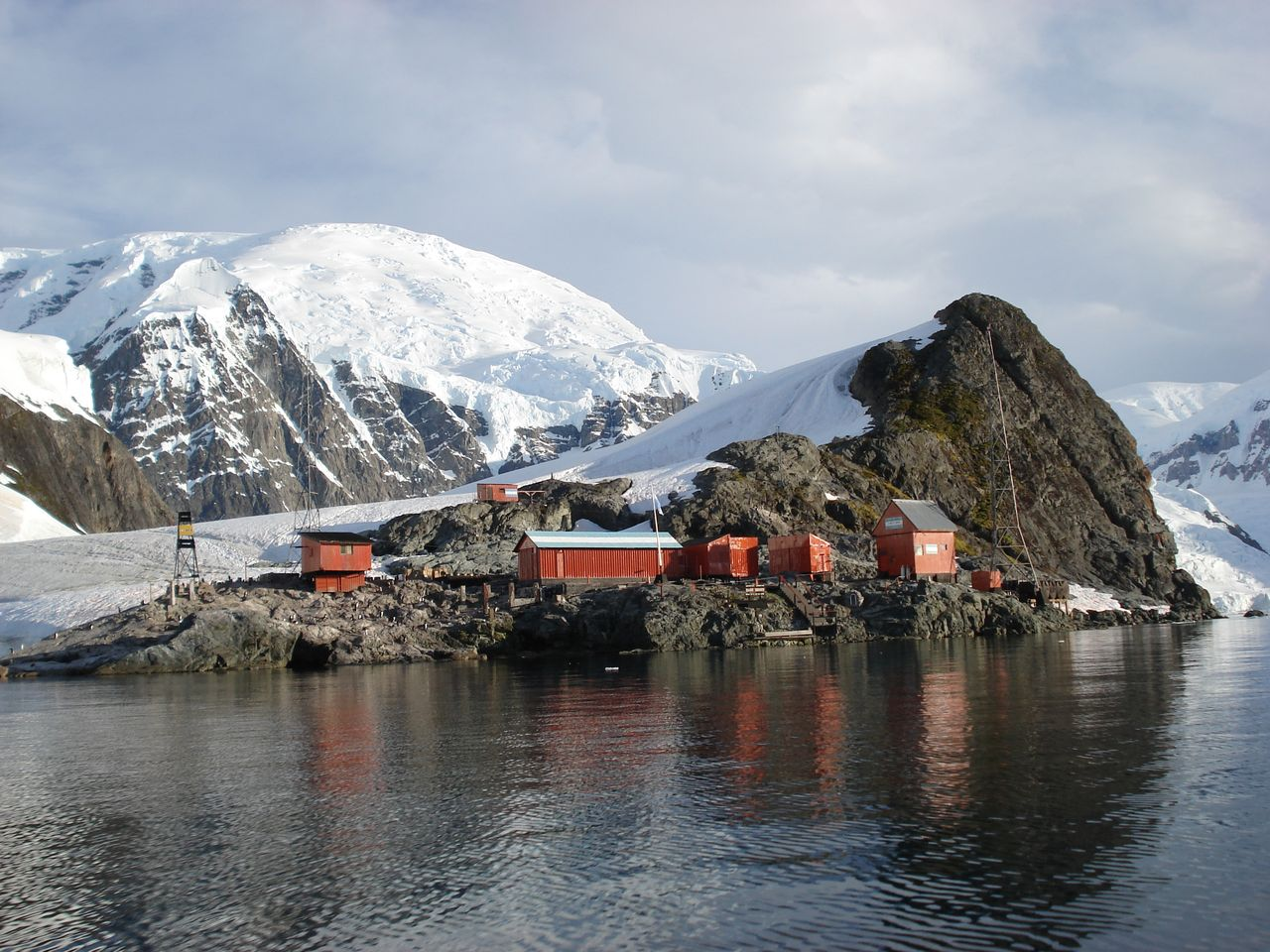
Vista de la Base Brown (CAV 08/09).

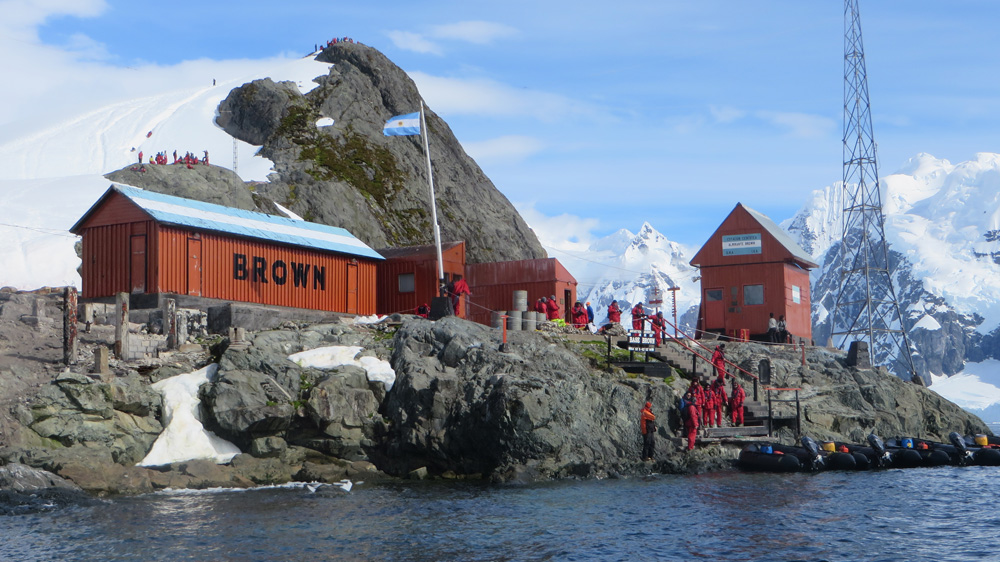
Turistas visitando la base en el verano austral de 2014.

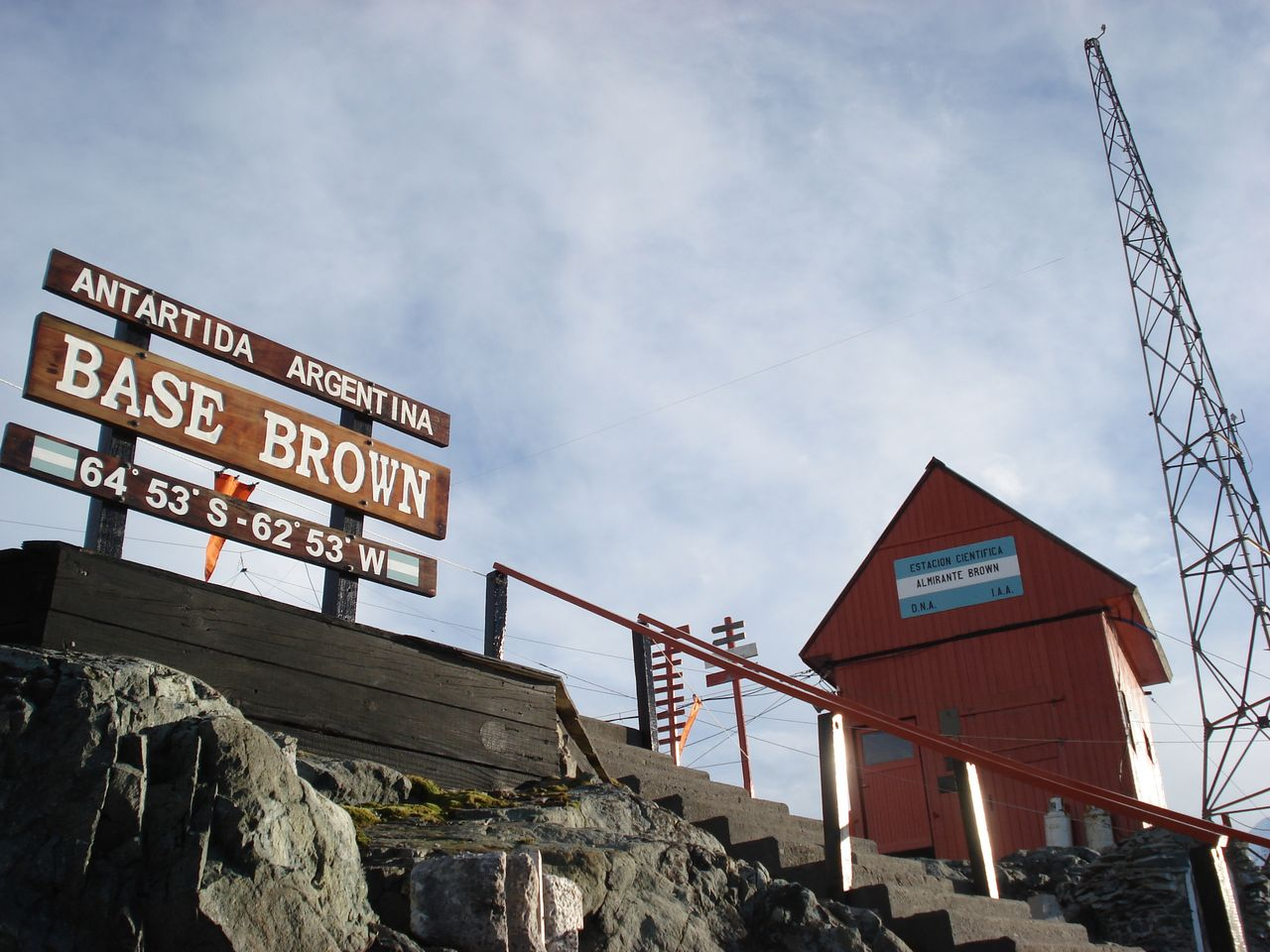
Ingreso a la base (CAV 08/09).

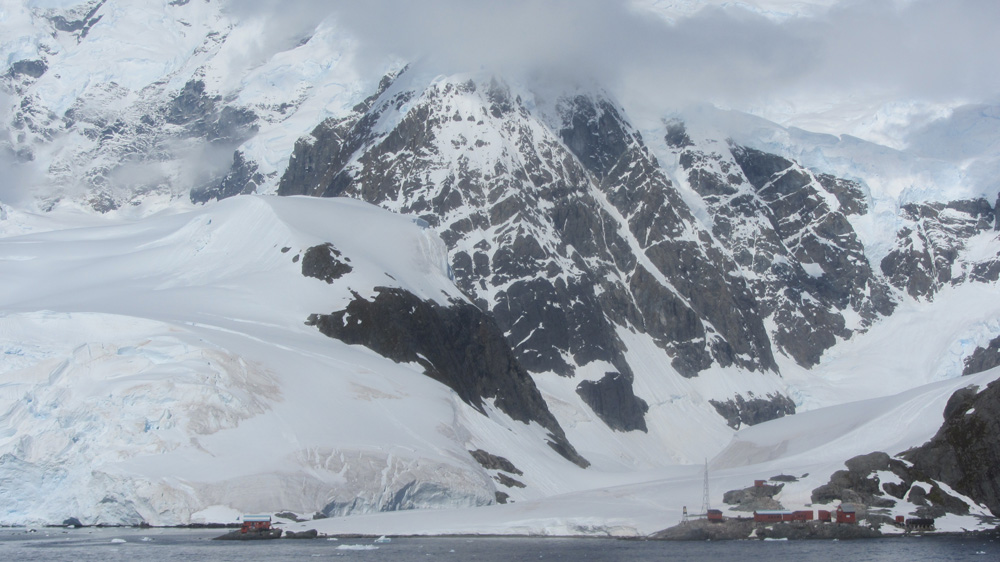
Base Brown en el verano austral de 2014.

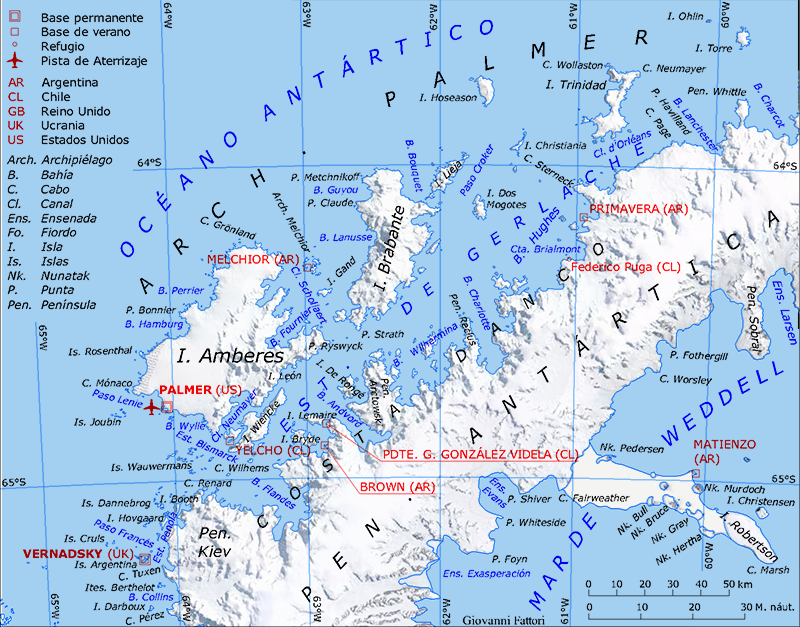
Mapa del sector del estrecho de Gerlache, donde se encuentra la base Brown.

La infraestructura de la base cuenta con 178 m² bajo techo, 41 m² de laboratorios científicos, un área logística de 53 m², 12 camas. Cuenta con 2 Zodiac con motor fuera de borda.

## Historia
Las estructuras fueron construidas en el verano de 1949-1950. El 6 de abril de 1951 fue inaugurado el destacamento naval Almirante Brown, denominado así en homenaje al almirante Guillermo Brown (considerado como el padre de la Armada Argentina) por el Grupo Naval Antártico comandado por el capitán de fragata Rodolfo N. Panzarini. La primera dotación estuvo integrada por: el teniente de fragata Antonio Vañek, los cabos Aldo Peralta (radiotelegrafista), Miguel Sotelo (enfermero) y Teófilo Villarreal (maquinista), y el marinero Dolores Irazábal. En julio de 1951 un incendio dañó las instalaciones de la base, que fue reconstruida en enero de 1952. Las reparaciones continuaron en 1952 y 1953, construyéndose un muelle de hormigón.
El 26 de mayo de 1953, se produjo el rescate a 3 chilenos de la base Presidente Gabriel González Videla (rescate en la Antártida en 1953), comandado por el teniente de corbeta Guillermo Emilio Schlieper. Ambas bases se hallan a 10 km de distancia.
El 29 de enero de 1956 la Armada Argentina inauguró el refugio naval Conscripto Ortiz en punta Beatriz, a 200 metros de la Base Brown.
El destacamento naval funcionó como observatorio meteorológico anual y base de apoyo para las campañas antárticas hasta que fue temporalmente cerrado en diciembre de 1959, continuando su uso como depósito.
El 29 de noviembre de 1964 la Armada Argentina transfirió al Instituto Antártico Argentino las instalaciones. La base fue ampliada habilitándose una casa-habitación de 292 m², y un edificio con tres laboratorios, gabinete fotográfico, estación de radio de emergencia, oficina y biblioteca. El 17 de febrero de 1965 fue reinaugurada como base permanente con el nombre de estación científica Almirante Brown, conteniendo un laboratorio de biología muy completo.
El 12 de abril de 1984 un incendio iniciado por el médico de la base destruyó parcialmente la casa principal, salvándose la casa de emergencia, el acuario, el mareógrafo y la usina principal. El personal fue evacuado hacia la base Palmer y luego a Ushuaia en el barco estadounidense USS Hero. Luego del incendio, la apertura de la base se realizó desde la campaña de 1988-1989 en forma esporádica y solamente en verano. 
Durante la campaña de verano 1995-1996 fueron construidos dos módulos habitacionales: un laboratorio y una casa con comodidades. En la campaña de 1999-2000 fue construida una nueva casa principal para acomodar confortablemente a 8 personas. El nuevo edificio consiste de 4 dormitorios, cocina y 2 baños. Hubo un deterioro progresivo de las instalaciones y recién en los veranos del 2007, 2008 y 2009 se comenzaron las tareas de mantenimiento y limpieza de residuos de la base.
En la campaña antártica de verano 2010/2011 se destinó un grupo de tareas de 12 personas (3 de la Dirección Nacional del Antártico, 3 del Ejército Argentino y 6 de la Prefectura Naval Argentina) para armar un muelle para operación de embarcaciones y maniobras de descarga, y realizar construcciones y mantenimiento en la base durante 90 días. Otro grupo de 14 personas instaló una estación meteorológica automática en la base y realizó estudios en la bahía Paraíso durante 60 días.

## Actividades científicas
Las actividades científicas multidisciplinarias de estudio del medio ambiente costero de la bahía Paraíso son llevadas a cabo como tareas de campo fuera de la base. Se recolectan datos oceanográficos, químicos, físicos y biológicos en la bahía para estudiar la circulación de las corrientes marinas y la estructura termohalina de la columna de agua de la bahía.

## Clima
Es una de las más características del lugar, siendo relativamente benigno y reparado de los fuertes vientos. La temperatura  media anual es de 5° bajo cero; el 9 de agosto de 1958 se registró la mínima absoluta de 30° bajo cero.

## Fauna
- Aves: petreles, escúas, cormorán, paloma antártica.
- Pingüinos: La estación posee una colonia de papúas. Raramente se pueden ver adelias.
- Ocasionalmente se observan en la zona: focas cangrejeras, focas de Weddell y focas leopardo.
- Ballenas: Minke.